# ジェフリー・ダーマー
ジェフリー・ライオネル・ダーマー（英語: Jeffrey Lionel Dahmer, 1960年5月21日 - 1994年11月28日、以下ジェフリー）は、アメリカ合衆国の連続殺人犯。ミルウォーキーの食人鬼との異名を取る。
1978年から1991年にかけて、主にオハイオ州やウィスコンシン州で17人の青少年（黒人11人、白人3人、アジア人、アメリカ先住民、ヒスパニック各1人）を絞殺し、その後に屍姦、死体切断、人肉食を行った。その突出した残虐行為は、1990年代初頭の全米を震撼させた。またこの事件では、ミルウォーキー警察当局の無能さと、人種的および性的少数者に対する偏見がジェフリーの蛮行を許したとして厳しく非難されることになった。しかし、ジェフリー自身が性的マイノリティであり、被害者もほとんどが性的マイノリティであった。逮捕後の精神鑑定では、ジェフリーが犯行に及んだ理由は人種偏見ではなく、むしろ異人種への嗜好性であったことが明らかになっている。

## 生い立ち・少年期
1960年5月21日、ジェフリーはウィスコンシン州ミルウォーキーで、父ライオネル（en）と母ジョイスのダーマー夫妻の長男として生まれた。4歳になるころ、ジェフリーはオハイオ州アクロンに引っ越す。父親のライオネルは当時、マーケット大学（en）で電子工学を学ぶ学生で、生活は不安定だった。このため、夫妻はウィスコンシン州ウェストアリスにあるライオネルの実家に身を寄せていたが、母親のジョイスは情緒不安定気味で、妊娠中は激しいつわりに悩まされ、医師からバルビツールやモルヒネなどの投与を受け、妊娠中にもかかわらず一日あたり26錠の錠剤を服用していた。ジェフリー出産後も彼女の精神状態はひどくなる一方で、ささいなことで夫と衝突を繰り返し、次第に夫婦仲は険悪なものとなっていく。その後、分析化学で博士号を取得したライオネルは、化学企業の研究員として就職、仕事の都合で一家は各地を転々とするようになった。ジョイスは次男となるデイヴィッドを身ごもった時も薬物依存に陥り、ほとんど寝たきりになってしまっていた。妊娠中における大量の薬剤服用や投与の影響に加え、精神状態が悪化してかんしゃくを起こす母親と、研究にかまけて家庭を顧みなかった父親との間で幼いジェフリーは、精神的な安定を欠いた少年として成長することになる。ジェフリーが6歳の時、ジョイスが次男を出産する準備に入ると、ジェフリーは1日中ぼさっと座って動かなくなるという不思議な行為を見せる。彼は幼少時からほとんど笑わなかった。8歳のころに、小学校の同級生から性的な虐待を受けている。この時、双方の両親が話し合い、今回は警察には不問ということになった。
学校時代のジェフリーは他の友人が分からない議論でも理解できるなど頭の良い生徒（IQは117であった）として一目置かれる一方、感受性に乏しく物静かでふさぎこみがちで森を一人でぶらぶらして過ごすことが多かった。父から昆虫採集用の科学薬品セットをもらったジェフリーは夢中になり、猫や鼠の骨をホルマリンの瓶に採集して回った。小動物の死骸を強酸で溶かし、白い骨を取り出すのが面白く、事故で死んだ動物の死骸を集めて回ったという。犬や猫のほかに、シマリスやアライグマ、さらにはゴキブリやクモのような虫の死体も集め、それらの死体をホルマリン入りの瓶に詰めて保存していた。死んだ動物の首を木の枝に突き刺して写真に撮るという残忍な行為も行っている。ジェフリーは多くの連続殺人犯とは違い、生きた小動物や昆虫に対する虐待は行わなかったが彼自身のネクロフィリアの兆候はここに始まっていた。父親は事件発生後まで自宅の裏庭にあった骨塚の存在を知らなかった。かなり大きな骨塚にもかかわらず気付かなかったのは不自然でもあるが、愛情を注がなかったジェフリーの両親ならあり得た話だった。バス・タウンシップのリビア高校に入学すると、テニスとクラリネットに熱中するという快活な一面を見せるなど当初は順調に見えたが、次第に情緒不安定と集中力の欠如を示すようになり成績は下がり始め、またスポーツや音楽からも遠ざかり、代わって周囲には理解できないようなエキセントリックな悪ふざけを楽しむようになる。授業中にヤギの声真似をして鳴いて授業妨害をしたり、知的障害の子供の物真似をしたり、スーパーマーケットで試食品のアルファルファをかじり、アレルギー発作の真似をして騒動を起こすなど、趣味の悪い悪戯を繰り返す問題児として同級生から避けられるようになった。
両親の不仲は年々悪化した。ジェフリーが高校生になった頃には、家の中をロープで二分して住み分けるまでになっていた。ジェフリーはますます内気になり空想を膨らましていった。1977年、ピッツバーグのPPGインダストリーズの科学者として働いていた父ライオネルは、「耐えがたい虐待と、完全な義務の放棄」という理由で提訴されていた。翌年の1978年7月24日、サミット郡裁判所のリチャード裁判官は、「これ以上、2人が夫婦であり続けることは難しい」として、母ジョイスに、ジェフリーの弟デイヴィッドの引き取りを許可し、協議離婚が成立した。すでに父ライオネルは家を出ており、母は弟を連れて出て行った。母はジェフリーも連れて出ようとしたが、彼は無反応であったと言われる。当時18歳のジェフリーは「成人」と見なされ、裁判所も両親も、ジェフリーのことについてはまったく触れないまま姿を消した。実質的に、ジェフリーは見捨てられたのであった。

## 最初の殺人

### スティーヴン・ヒックスの殺害
1978年（18歳）、ジェフリーは高校卒業を控えていたが、離婚を巡り家庭裁判所で泥仕合を続けていた両親は、それぞれに家を出て別居しており（弟は母親の元に引き取られていた）、家には彼一人だけが取り残されていた。この頃すでに自分が同性愛者であることに気付いており、その苦悩と孤独を紛らわせるため、アルコールに逃避することも覚えていた。高校在学中に、登校前に酒を飲んだことで教師から叱責を受けたり、ロッカーからジンのボトルが発見されたことで停学処分を受けたこともあった。
高校卒業を孤独のうちに迎えたジェフリーはその数日後、1978年6月18日、町外れでロックコンサート帰りのスティーヴン・ヒックスという19歳の白人のヒッチハイカーを拾った。音楽の趣味が合い、また彼好みのタイプだったことから、酒とマリファナで自宅へ誘った。両親が離婚して以来、空き家となっていた自宅にヒックスを連れ込み、住んでいたころの思い出を語り聞かせた。ジェフリーは、人と打ち解けることの喜びを初めて味わったが、ヒックスが父親の誕生日祝のために帰宅すると言い出した。彼を帰したくないジェフリーは、手近にあったダンベルでヒックスを背後から殴って、気を失ったところを絞殺。死体の衣服をはぎ取って肛門を犯し、ナイフで腹部を切り裂くと、鮮血をすくって体に浴びた。その内臓を床に広げて血だらけにし、その上を転がって射精した。その後死体を床下へ運び込み、バラバラに解体した。しばらくは手元においていたが、腐敗しだしたため、首以外の部分はゴミ袋に詰めて近くの森に埋めた。これが、ジェフリーの初めての殺人である。この殺人は衝動的なものであり、長くジェフリーのトラウマとなることとなった。この事件以後、彼はますますアルコールに依存することとなる。彼は逮捕後、この事件を「もっとも思い出したくない出来事」として語っている。

### 空白期間
その後、再婚した2番目の妻、シャリを伴って帰宅したライオネルの勧めで、ジェフリーは1978年9月にオハイオ州立大学へ進学する。経営学を専攻したものの、重度のアルコール依存症に陥っていたジェフリーは授業をまともに受けられる身ではなかった。大学での彼の日常は講義に出席する代わりに、飲み代を稼ぐために血液銀行で売血し、その金で大学の寮の自室で浴びるように酒を飲むというものだった。酒絡みのトラブルを大学内外で頻繁に起こし、大学の寮内で窃盗事件が起こった際は真っ先に犯人として疑われ、警察の取り調べを受けている。結局、1学期終了と同時に大学から退学勧告を受けた。ライオネルが既に1年分の学費を支払済みにも拘らず、わずか3ヶ月ほどの在学期間であった。
翌1979年1月、アメリカ陸軍への入隊手続きを取り、3年間の兵役に服することになったジェフリーは、アラバマ州のフォート・マクレラン基地に配属となり、憲兵になるための訓練を受けるが挫折。テキサス州サンアントニオのフォート・サム・ヒューストン基地に転属を命ぜられ、そこで新たに衛生兵としての訓練を受ける。訓練が終了すると、旧西ドイツのバウムホルダーに駐屯するアメリカ欧州軍第7軍第8歩兵師団第11旅団第68機甲連隊第2大隊に配属された。入隊当初は勤務成績も良く、順調に昇進もしていたが、ドイツ勤務となり基地内の免税店で酒が安く買えるようになると再び酒浸りの日々を送るようになり、任務がこなせなくなったため、1981年3月に兵役満了を待たずして除隊となる。このとき、陸軍はジェフリーの将来に配慮して不名誉除隊にはせず、健康上の理由による名誉除隊とした。なお、ドイツ駐留時代、バウムホルダー基地周辺で5件の未解決殺人事件（被害者のうち一人は女性）が発生している。ジェフリーはこれについて自白しておらず、犯人も不明のままだが、その手口からジェフリーの犯行だとする声が根強く残っている。なお、ジェフリーは除隊の際に、同僚に「そのうちまた、僕の噂を聞くことがあると思うよ」と言って兵舎をあとにした。
同年3月24日、サウスカロライナ州フォート・ジャクソン基地に送られたジェフリーは、そこで正式に除隊手続きを取られた後、国内を移動可能な航空券を支給された。ジェフリーは「大学も軍隊も長続きせず無様な結果になってしまい、父親に顔を合わせられない」と感じ、また「寒いのは嫌だから、暖かい土地に行きたい」という理由と、新しい土地で自分の力で生きて行こうと考えて、フロリダへ旅立った。マイアミビーチのデリカテッセンに職を見つけ、モーテルで生活し始めたが、すぐに給料のほとんどを酒に費やし、部屋代を支払えなくなったばかりか泥酔して出勤するなどしたためデリカテッセンを解雇され、モーテルを退去させられた。その後は9月までサンドイッチの屋台で日銭仕事をしながらビーチで野宿をするなどしてぶらぶらしていたが、やがて帰郷するための交通費をライオネルに無心してオハイオへ舞い戻り、ミルウォーキー郊外のウェストアリスに住む祖母キャサリンの元に身を寄せることになる。
祖母と暮らし始めたばかりの頃は酒浸りの生活は改まることはなく、学生の時と同じように血液銀行で頻繁に売血を繰り返したためブラックリストに載せられたり、バーで問題を起こしたり、泥酔して町の往来で下半身を露出させては警察の世話になっていたが、キャサリンは根気強く孫の面倒を見た。祖母との穏やかな暮らしの中で、ジェフリーも家事を手伝ったり、日曜日には二人で地元の教会のミサに通うなど落ち着きを見せ始めるようになる。飲酒と喫煙は続いていたが、量も常識的な範囲に落ち着くようになった。この頃には家族を安心させるためと、経済的安定を求めて就職活動も始め、1982年にミルウォーキーの採血センターで採血助手の仕事に就き、10か月後に解雇されるまで勤務した。その後2年ほど失業者として過ごしたのち、1985年にミルウォーキーの老舗製菓会社、ミルウォーキー・アンブロシア・チョコレート社（2015年にカーギルの子会社カーギル・チョコレート＆ココア社に買収され、同社の一ブランドとして存続）の工場作業員（ミキサー係）として就職し、6年間勤務することになる。
継母シャリはジェフリーに歩み寄る努力をしており、会話や行動の中からジェフリーの本来の姿を少しずつ見つけており、男性のマネキンをデパートから盗み、自宅の地下に隠している事を知り「同性愛者ではないか?」「病気があるんじゃないか?」と夫であるライオネルに相談したが、長年仕事を言い訳に子育てを放棄し、精神疾患のある元妻からも逃げていたライオネルは、今更ジェフリーと向き合おうとする行動は起こさなかった。
後の殺人事件の公判で明らかとなった事実だが、上記のマネキン盗難事件からほどなくして、ジェフリーは近所に住む少年が交通事故死したことを新聞で知り、この少年の遺体を手に入れようと墓暴きに行ったことがあった。しかし季節は真冬で、墓を暴こうにも地面は完全に凍り付いて何度スコップを突き立ててもまるで歯が立たず、結局墓暴きを断念した。すでに死体への執着が始まっていたのである。
チョコレート工場に就職して間もないころ、ウェストアリス公立図書館で本を読んでいたときに通りすがりの男にメモを差し出された。メモの内容は、トイレでフェラチオをさせてやるというものだった。ジェフリーはこの提案に応じず逃げるように図書館を立ち去ったが、この時を境にミルウォーキーのゲイタウンにあるゲイバーやクラブ、バスクラブに通うようになった。そこでも無愛想で孤独な一匹狼、という評判が立った。ジェフリーは目をつけた男性に睡眠薬を混ぜた酒を飲ませるようになったが、暴行目的というよりは薬の量や薬効を調べるための実験に近かった。しかし、ある日、「クラブ・バス・ミルウォーキー」という店で飲み仲間の一人が意識を失って病院へ担ぎ込まれたため、同店から出入り禁止を言い渡された。それから間もない1986年9月8日、12歳の少年ふたりにマスターベーションを見せたとして、1年間の保護観察処分を言い渡された。

## 連続殺人

### 第二の殺人──ルーティンワークの確立
1987年9月15日、保護観察期間が終わったばかりのジェフリーは、ゲイバー「クラブ219」でダイナーの見習いコックである24歳の白人青年、スティーヴン・トゥオミと出会い、トゥオミを口説いて常宿にしていたダウンタウンのアンバサダー・ホテルで一夜をともにした。ところが翌朝、目が覚めるとトゥオミは口から血を流して死んでいた。トゥオミの胸は激しい殴打のせいで半ば陥没しており、青黒く変色していた。ジェフリー自身も拳と片方の前腕には広範囲の痣が残っていた。のちのジェフリーの供述ではこのとき泥酔しており、一切の記憶はなく、ショックに打ちのめされたとしている。自分が絞殺したことは間違いなかったため、事態を打開するため、クローゼットに死体を隠すと、大急ぎでスーツケースを購入、ホテルに戻って死体を詰めこむと、タクシーで祖母の家へ戻り地下室で1週間隠した後、解体。胴体から頭部、腕、脚を切断し、骨から肉を切り離し、肉を扱える大きさに切り分けた上で、いくつかのビニール袋に分けてゴミ収集所に出した。骨はシートにくるんでハンマーで粉々に粉砕した。ジェフリーは一連の作業に約2時間かかったと供述している。頭部についてはトゥオミ殺害後、約2週間、毛布にくるんで保管。ジェフリーは頭蓋骨だけは手元に残そうとソイラックス（アルカリ性の工業用洗剤）と漂白剤の混合液で頭部を煮沸し、マスターベーションの素材とした。結局、この漂白作業によって頭蓋骨は脆くなりすぎたため、ジェフリーは頭蓋骨を粉砕して処分した。トゥオミ事件に関して十分な物証を得られなかった警察は告発を断念している。
この事件はヒックス事件と同様、偶発的なものだったが、これ以降ジェフリーが強迫観念をコントロールしようとしなくなったという点で、極めて重要な位置づけとなる事件であった。トゥオミ事件以降、ジェフリーは積極的にゲイタウンで犠牲者を探し始め、気に入った相手を誘い、セックスの前後に睡眠薬を仕込んだ飲み物を飲ませて意識を失わせた後、絞殺したのちに遺体を解体するというジェフリーのルーティンワークが確立するのである。
トゥオミ殺しから4か月後の1988年1月16日、ジェフリーは「クラブ219」近くのバス停で、ジェイムズ・ドクステイターというインディアンの血を引く14歳の男娼に目をつけた。ジェフリーは、50ドルでビデオのモデルのアルバイトをしないかと持ちかけて、バスでウェストアリスの祖母の家に連れ込んだ。そこで二人はセックスを楽しんだ後、睡眠薬入りの飲み物を飲ませて地下室に連れ込み絞殺。少年の死体を1週間放置した後、トゥオミと同様の方法で解体したあとは酸で肉を溶かし、骨を砕いて周辺にばらまいた。頭蓋骨は煮沸して漂白剤で洗浄して保存しようとしたが、その過程で脆くなってしまい、結局2週間で処分せざるを得なかった。
3月24日、「フェニックス」というゲイバーでリチャード・ゲレーロという22歳のヒスパニックのゲイの青年と出会った。ほっそりとした体躯に優美な美貌を持つ彼に惹きつけられたジェフリーは、ドクステイターと同様にモデルにならないかと口説いて祖母の家に連れ込み、同様の手口で殺害。遺体は24時間以内に解体して処分し、頭蓋骨は数か月後に粉々にするまで手元に残している。この時ジェフリーは、ゲレーロの遺体を解体に取り掛かる前に屍姦している。ゲレーロの家族は突然失踪した息子を探し出すべく私立探偵を雇い、新聞に広告を出し、心霊術師にも相談したが何の手掛かりも得られず、3年後の夏にミルウォーキー警察からの悲しい連絡を受けるまで、家族は息子は生きていると信じていた。
4月23日、ジェフリーはロナルド・フラワーズという青年を自宅に誘い込んだが、フラワーズに睡眠薬を仕込んだコーヒーを飲ませた後、ジェフリーの祖母が「ジェフ、あなたなの?」と呼ぶのを、薬効でもうろうとする中でフラワーズは聞いた。ジェフリーは祖母に自分一人と思わせるように答えたが、祖母に自分が一人ではないことに勘付かれたようだった。このため、ジェフリーはフラワーズを殺すことができず、代わりにフラワーズが意識を失うまで待ってから郡総合病院に連れて行った。
このころになると、地下から漂ってくる異臭に、祖母はいいかげん耐えられなくなっていた。ライオネルに電話し、地下室を調べさせたところ、どす黒い血だまりのようなものをみつけてジェフリーを問い詰めたが、子供の時のように、動物の死骸を酸で溶かしていたと弁解するばかりだった。しかし、祖母がジェフリーとの同居に耐えられなくなっていたことから、そろそろ一人立ちさせる頃合だと思ったライオネルは、ジェフリーに独立を促した。
1988年9月25日、ミルウォーキーの北24番街808番地のアパートに引っ越したジェフリーは、引っ越してから24時間も経たないうちに問題を起こしてしまった。翌日、13歳のラオス人少年ケイソン・シンサソンフォンを自室に連れこみ、睡眠薬を飲ませた。しかしケイソンはなんとか逃げ出して警察に駆けこみ、ジェフリーは未成年に対する性的暴行の罪で逮捕された。1週間拘置された後、保釈金を積んで仮釈放となった。ジェフリーの早期仮釈放申請について、父ライオネルは、治療プログラム終了前の息子の釈放に反対する手紙を書いたにも関わらず、ジェフリーは釈放されたのであった。ジェフリーの弁護を担当したジェラルド・ボイル弁護士は、裁判に先立ち、ジェフリーの精神鑑定を要請し、認められて実施された。その結果、ジェフリーは深い疎外感を抱いていることは判明。2度目の鑑定ではジェフリーは衝動的な性格で、他人を疑い、自分の人生の成果のなさに落胆していることが明らかになった。また、保護観察官はジェフリーが分裂性人格障害に苦しんでいるという1987年の診断書を裁判所に提出するために参照した。
4か月後の1989年1月30日、ジェフリーはケイソンに対する第二級性的暴行と不道徳な目的で子供を誘惑した罪で有罪判決を受けたが、判決公判は4か月後の5月に開かれることになった。判決日を待っていた3月25日、ゲイバー通いを再開していた彼は、レストランのマネージャーを務めるモデル志望の26歳の黒人青年アンソニー・シアーズと知り合った。ジェフリーによると、この日は酒を飲みに来ただけで誰かを誘うつもりはなかったが、閉店間際にシアーズの方から話しかけてきたという。ジェフリーは彼を祖母の家に連れ込み、オーラルセックスをした後で睡眠薬入りの飲み物、絞殺、解体、ゴミ袋に詰めるという陰惨なルーティンワークがいつものように繰り返された。祖母の家で犯行に及んだのは、警察が自分のアパートを監視していると思い込んだからである。ジェフリーによると、彼はシアーズを「非常に魅力的」だと感じており、その身体の一部を永久保存した最初の犠牲者となった。シアーズの頭蓋骨と性器をアセトンで処理して木箱に保管して、特に「形が美しい」とお気に入りの頭蓋骨はのちに勤務先の自分のロッカーにしまい込むまでになった。
5月23日、ウィリアム・ガードナー判事はジェフリーに労働釈放制度適用（work-release）の懲役1年と5年間の保護観察処分、そして性犯罪者リストへの終身登録を言い渡した。労働釈放制度とは比較的軽微な犯罪者に対して、社会復帰と更生の観点から刑務所内での作業に代えて外部の事業所に戒護者をつけずに通勤させて、一般の労働者と同一条件で働かせ、勤務時間終了後に施設へ帰らせる制度のことである。この制度の適用を受けた受刑者は施設内でも大幅な自由が許されている。この寛大な判決により、ジェフリーは勤務先を解雇されることなく平日は普段と変わらず職場で働き、夜や週末は刑務所で過ごすことになった。

### オックスフォード・アパートメント213号室
1990年3月、ジェフリーは仮釈放となり、新たに北25番街924号にあるアパートに居を構える。ここはミルウォーキー有数のスラム街である。彼の新たな住まいとなったこの部屋こそ、のちに、「ジェフリー・ダーマーの神殿（The Shrine of Jeffrey Dahmer）」として犯罪史に不朽の名を残すこととなるオックスフォード・アパートメント213号室（以下、213号室とする）である。
ミルウォーキー市北部にある北25番街は、並木が生い茂り一見すると穏やかな街並みが広がっているが、ここはミルウォーキーでも有数のスラム街で、住民の8割以上を黒人やアジア系の人々で占められている。この界隈はゲイバーやストリップ小屋、各種商店が軒を連ね、清潔な住宅やアパートもいくつか立ち並んでいてスラム街の中でも比較的裕福な地域だった。オックスフォード・アパートメントは比較的最近に建てられた小ぎれいなアパートで、この界隈ではちょっとした小金持ちが住む「高級アパート」として知られていた。ジェフリーがオックスフォード・アパートメントに転居したのは、家電製品を除き家具があらかじめ設えられていたことと、政府の家賃補助制度を受けられたため家賃が光熱費を除き月147ドル程度で済んだことと、職場であるチョコレート工場に近いことからだった。
新居に移って間もない5月20日、ジェフリーは犯行を再開する。犠牲になったのはイリノイ州の刑務所を出所して間もない32歳の黒人男性であるレイモンド・スミス（リッキー・ビークスという偽名をしばしば用いていた）で、彼は身元引受人である姉と同居するためにミルウォーキーを訪れて間もなく、立ち寄ったゲイバーでジェフリーの誘いを受けてしまった。彼の頭蓋骨はのちにスプレーで塗装された状態で発見されている。
6月24日にはイスラム風に頭にターバンを巻いていたことから、仲間から「シャリフ」という愛称で親しまれた27歳の黒人男性、エディ・スミスがジェフリーの誘いに応じたためにルーティンワークの犠牲になった。遺体を解体後、肉を酸で処理して骨格標本を作ろうと試みたが、水分を抜くために頭蓋骨をオーブンに入れたところ破裂してしまい、結局ゴミとともに処分されてしまう。
7月8日、ゲイバー前で客引きをしていた15歳になるヒスパニック系の少年に声をかけ、200ドルでヌード写真のモデルにならないかと誘った。少年はこれに応じて213号室へ赴き、そこで裸になったところをジェフリーにいきなりゴム製のマレットで殴られた。しかし少年は意識を失わず、死に物狂いで抵抗した末にジェフリーを宥めた。驚いたことにジェフリーは少年を解放したばかりか、タクシーまで呼んでやったという。この時、少年は決して口外しないとジェフリーと約束したが、治療のために訪れた病院で負傷した理由の説明に不審を抱いた医師が問い詰めたところ、少年は一部始終を告白したため、直ちに警察に通報された。ところが少年は、養父母に自分がゲイであることを知られたくないから事件にしないでほしいと懇願したため、警察はこの件について何の捜査も行わずに片付けてしまった。
危うく殺人が発覚しそうになったため、約2か月の自粛期間を置いて9月3日に行なわれた殺人は、ジェフリーの犯行に新機軸を打ちたてることとなる。ミルウォーキーの本屋の前で出会った22歳のアーネスト・ミラーは、ジェフリー好みの筋肉質で魅力的な黒人男性だった。ダンサーである彼は、より高みを目指してこの秋からシカゴにあるダンススクールでプロ向けのレッスンを受ける予定だった。いつもの手際で213号室へ連れ込み、睡眠薬を与えると2か月間封印した破壊衝動を押さえきれなかったのか、喉を掻き切った。そして、いつものように解体しただけでは飽き足らず、心臓、肝臓、上腕二頭筋、大腿部の一部を冷蔵庫に保存したうえで、食人行為におよんだのである。
さらに約3週間後の9月24日、グランド・アヴェニュー・モールの近くで行き当たりばったりで拾った23歳の黒人、デイヴィッド・トーマスは、ガールフレンドとの間に3歳になる娘がいる父親であった。ジェフリーからのモデルのバイトの誘いに応じ、213号室で睡眠薬入りの酒を飲まされて意識を失ったが、その時になってジェフリーは、トーマスのことを「自分の好みではない」ことに気づいた。このまま起こしても面倒になるという理由でとりあえず絞殺し、遺体解体の過程をポラロイド写真に収めたと供述している。後日トーマスの遺族は、この写真で身元確認をしている。これが1990年における最後の殺人となった。
年が明けて1991年。この時点ですでに9人が殺害されていたが、ジェフリーの犯行は序盤を終えたに過ぎず、さらに8人が命を奪われることになる。
1991年最初の犠牲者は、モデル志望の若者、カーティス・ストローター。19歳の黒人だった。2月18日、バス停でジェフリーの「モデルのスカウト」を受けたストローターは、「撮影スタジオ」だという213号室で例によってルーティンワークの材料となった。頭蓋骨、手、性器が発見された。
さらに2か月後の4月7日、やはり19歳の黒人、エロール・リンゼイを213号室へ招待したが、このとき、人肉食に続く新たな試みとしてロボトミー手術を施そうとしている。動機は殺して写真と死体の一部を残してもさみしさだけが募るから、それよりは自分の言いなりになる理想の恋人を自分の手で作り出そうというものだった。しかし、頭蓋骨に穴をあけて塩酸を流し込むというおぞましい手術は、リンゼイが激痛に目を覚まし大暴れしたために失敗に終わり、結局いつものルーティンワークに立ち戻っている。ジェフリーはリンゼイの皮を剥ぎ、その皮を数週間保持した。
5月24日には31歳の聾唖者トニー・ヒューズが213号室の露と消えた。ヒューズはダンスが好きな陽気な黒人男性で、仲間からその人柄を愛されていた。その日、ジェフリーは「クラブ219」でモデルのアルバイトを持ち掛け、筆談で料金交渉をした。ヒューズは殺害後、ジェフリーの寝室の床に3日間放置された後、バラバラにされる過程を写真に収められた。残された歯科記録から、部屋から発見された頭蓋骨がヒューズのものと確認された。
ヒューズの遺体を解体して一日も経たない5月27日、14歳のラオス人少年コネラク・シンサソンフォンを毒牙にかける。彼は1988年にジェフリーが睡眠薬を飲ませて姦淫したケイソン・シンサソンフォンの実弟であった。この時はいつもの手順を踏まず、彼に睡眠薬を飲ませて性的暴行を加えた後、再びロボトミー手術を試みている。その後、少年はジェフリーがビールを買いに出かけたすきをねらって脱走したが、意識がもうろうとしていたため全裸のままアパートのそばでへたり込んでしまった。ジェフリーが帰宅した時には、近隣住民である3人の若い女性がコネラクを助けようとしているところで、一時はアパート周辺は騒然となった。しかし、通報を受けて駆け付けたミルウォーキー警察のジョン・バルサーザック巡査らがジェフリーの「僕たちはゲイのカップルで、これは恋人同士の痴話喧嘩なんです」という説明を信用して引き上げてしまったため、コネラクは助からなかった。
6月30日、シカゴでおこなわれたゲイ・プライド・パレード見物に訪れたジェフリーは、帰りのバスターミナルで、20歳のマット・ターナーという黒人青年と知り合う。ターナーがモデル志望だと知ると例によって写真のモデルのバイトを持ち掛けてミルウォーキーの213号室へ連れて行き、これまでにこの部屋を訪れた男たちと同様、ジェフリーのルーティンワークの素材となった。頭部と内臓は冷凍庫に入れられ、胴体はその後、ダーマーが7月12日に購入した57ガロン（約260リットル）のポリドラム缶に入れられた。
それから5日後の7月5日、ジェフリーは再びシカゴを訪れ、地元のゲイバーで23歳の黒人青年、ジェレマイア・ワインバーガーをミルウォーキーの213号室に誘った。このとき、ワインバーガーの親友、テッド・ジョーンズはジェフリーの誘いを受けるべきかどうか相談されて、「行けよ。彼、まともそうな感じじゃないか」と答えたが、後にジョーンズは後悔の念をにじませながら、「連続殺人者が、どんな顔か知っている奴なんかいないよ」と語っている。ジェフリーは新しい恋人を気に入ったのか、213号室でセックスにふけって週末を過ごした。翌日、ワインバーガーが帰ろうとすると、ジェフリーはさりげなく飲み物をすすめた。意識を失ったワインバーガーに3度目のロボトミー手術を施した。この時は塩酸に変えて熱湯を注入したが、これが原因で彼は死亡する。ジェフリーはのちに、ワインバーガーは目を開けたまま死んだ唯一の犠牲者であったため、彼の死は例外的であったと回想している。ワインバーガーの首を切られた遺体は、バラバラにされる前にバスタブに1週間保管され、胴体は57ガロンのポリドラム缶に入れられた。
7月15日、ジェフリーは6年間勤務したアンブロシア・チョコレート社を解雇された。理由は頻繁な欠勤と遅刻、それにともなう勤務成績の急激な悪化だった。また、家賃の滞納が続いたことと、ジェフリーの部屋から漏れ出る強烈な異臭に対する住民の苦情に対し、ジェフリーが誠意ある対応を見せなかったことも引き金となって、7月いっぱいで213号室からの立ち退きを迫られていた。この頃になると、もはや一般人としての仮面をかぶり続けることすら不可能になりつつあった。犯行も終盤を迎えると、かなり行き当たりばったりに犠牲者を手にかけるようになり、ただでさえ手狭な部屋はこれまで手にかけてきた犠牲者のバラバラ死体であふれかえり、異臭はもはやアパート全体を覆いつくすほどだった。
解雇通知を受け取ったジェフリーは、その日のうちに24歳の黒人のトラック運転手、オリヴァー・レイシーに声をかけた。レイシーはボディビルの愛好家で、ジェフリーはヌード写真のモデルになれば金を払うと約束し、213号室へ誘い込んだ。レイシーは薬物を飲まされ、革ひもで首を絞められた後、バラバラに解体され、頭部と心臓は冷蔵庫に入れられた。
7月19日、ミネソタ州から仕事を探すためにミルウォーキーを訪れていた25歳の失業中の白人青年ジョセフ・ブレイドホフトを213号室へ招待した。ブレイドホフトは3人の子を持つ父親で、ミルウォーキーへの転居を考えていた。 彼は殺害後2日間ジェフリーのベッドに放置され、7月21日に首を切断された。彼の頭部は冷蔵庫に、胴体は57ガロンのポリドラム缶に入れられた。17人目の犠牲者だった。

### トレイシー・エドワーズの生還
1991年7月22日の夕方。ミルウォーキー市内のグランド・ショッピング・モールをぶらぶらしていたジェフリーは、そこで3人の男性が談笑しているところを通りがかった。そのうちの一人に32歳の黒人男性、トレイシー・エドワーズがいた。エドワーズはつい最近ミシシッピー州からミルウォーキーに移り住んだばかりだった。二人は互いに面識があったが、さほど親しくはなかった。ジェフリーは彼らに「これから時間があるならパーティでもやらないか」と誘いかけたところ、全員がその誘いに乗った。ジェフリーはエドワーズと一緒にパーティー用の酒の買い出しに行き、他のメンバーにはあとで合流してくれと声をかけ、デタラメな住所を書いたメモを手渡した。酒の買い出しを終えると、二人はタクシーでオックスフォード・アパートメントへ向かった。酒代はエドワーズが支払っている。
アパートのエントランスに入った途端、エドワーズはすさまじい異臭に気分を悪くした。不気味なものを感じたエドワーズは、「なあ相棒、誰か死んでるんじゃないか?」と冗談を言ったが、ジェフリーは全く無反応だったという。異臭はジェフリーの住む213号室に近づくにつれてひどくなり、室内に入ると吐き気を催すほどだった。通されたリビングの壁には、明らかにゲイとわかる男性ヌードポスターが貼られており、エドワーズは自分がのっぴきならない状況に陥ったのではないかと不安になった。しかしその一方で、部屋に置かれた大型の水槽の中を泳ぐシャム闘魚には感心した。ジェフリーは酒を持ってきて、水槽を見ているエドワーズに「俺は魚が命懸けで闘って、どちらかが生き残るのを見るのが好きなんだ」と話しかけた。二人はソファに並んで座りながら酒盛りを始めた。最初はビールを飲み、それからラムコークを手渡した。エドワーズは一向にやってこない仲間のことが気になって、時計ばかり見ていた。
エドワーズはラムコークを飲みながら水槽の中の魚を見ているうちに、酔いが回ったのか急に眠くなった。ジェフリーはしきりに気分はどうだ、と聞いてきたが、やがて肩を抱かれ、ベッドに行こうかと耳元でささやかれた瞬間、酔いがさめて「俺は帰る!」と宣言した。しかし、それと同時にジェフリーは素早くエドワーズの左手首に手錠を打った。続けざまに右手首に手錠を打とうとしたが、エドワーズが死に物狂いで抵抗したため、ジェフリーは刃渡り40センチもある肉切り包丁をエドワーズの心臓の真上に突き付けて言った。「動くと殺すぞ。俺は前にもこんなことは何度もやってるんだ。おとなしく服を脱げ。言うことを聞かないなら本当に殺す」。
エドワーズは、先ほどまで穏やかにふるまっていた男のあまりの変貌ぶりに恐怖を覚えながらも、懸命にジェフリーを宥めにかかった。エドワーズはジェフリーにさりげなく語りかけながら、シャツのボタンをはずし始めた。ジェフリーはそれを見て一瞬、表情を和らげたものの、すぐに寝室に移動しろと命令した。逆らえば殺されると思ったエドワーズは命令に従った。
寝室の異臭はリビングよりも酷かった。さらに壁にはおびただしい数の写真が貼られていたが、それはプロの写真家の手によるヌードポスターなどではなく、切断された人間の胴体や、解体の過程を写したポラロイド写真だった。さらに寝室の窓の下には黒い蓋のついた青いポリ容器が置かれており、それが異臭の発生源らしかった。エドワーズはその中身が何なのかがすぐにわかった。二人はつい先日までジョセフ・ブレイドホフトの腐乱死体が横たえられていたシングルサイズのベッドに腰かけて、映画『エクソシスト3』のビデオを観た。ジェフリーはこの映画を「人類が創った作品の中で最高の一本だ」と称賛している。映画を観ながら、ジェフリーは肉切り包丁を手にしたままエドワーズの胸に耳をつけ、その心臓音を聞きながら「お前の心臓を食ってやる」と言った。
エドワーズは少しでもジェフリーが自分を手に掛けるのを遅らせるために、「ジェフ、俺とあんたは友達だ。ここから逃げやしない」と話しかけた。そうやって時間を稼ぎながら、必死になって脱出方法を模索した。その方法は寝室の窓を破って逃げるか、鍵のかかっていない玄関から逃げ出すかのいずれかだった。そして、可能性がありそうな玄関からの脱出を試みることにした。エドワーズはジェフリーにトイレに行きたいと言い、トイレを出たらリビングで酒を飲みながら座れないか、と聞いた。ジェフリーはこれを承諾し、エドワーズがトイレを出ると、二人でリビングに向かった。そこでジェフリーは何枚か写真を撮ろうかと言い出し、カメラを取るために動き出した瞬間を見逃さず、エドワーズはジェフリーに強烈なパンチをお見舞いした。パンチを受けたジェフリーがよろけると、さらにみぞおちを蹴り上げて、ドアへ突進し、無理矢理こじ開けるようにして213号室から脱出し、表通りへと逃げだした。そのため、ジェフリーがエドワーズに手錠をかけていなかったため、エドワーズを殺そうと試みたが、エドワーズの方が手強った。

### 死体の部屋
1991年7月22日午後11時30分。北25番街を定時巡回していたミルウォーキー警察のラルフ・ミュラー巡査とロバート・ロース巡査は、「助けて!」という悲鳴を聞きつけ、すぐさまパトカーを急停車させると、前方から左手首に手錠をぶら下げた黒人の男性──トレイシー・エドワーズがパトカーの方に走ってきた。エドワーズは、近所のアパートに住む頭のおかしい白人の男に殺されかけたと訴え、ふたりは半信半疑ながら、彼の案内でそのアパート──オックスフォード・アパートメントへ向かった。問題の男の住む213号室のベルを鳴らすと、白人青年が顔を出した。男は礼儀正しく警官に応対したが、背後から強烈な悪臭が漂いだし、さらによく見るとアルコール依存症特有の症状が出ていた。男はジェフリー・ダーマーと名乗り、失業したばかりで酒を飲んだくれていたことや、悪ふざけで手錠をかけたことを申し訳なさそうに話した。今までの捜査とは違い、警官が手錠の鍵を部屋に取りに行こうとすると、ジェフリーが何かを思い出したように捜査を拒絶し激しく暴れ出したため、警官にその場で手錠をかけられた。そのため、激しく暴れ出したジェフリーより警官の方が手強ったものの、ジェフリーが失業したばかりで酒を飲んでしまったため、警察が来る前に、手錠の鍵のある部屋に大量のバラバラ死体のポラロイド写真を隠さなかったのが原因となる。
巡査の一人がジェフリーの前科照会をおこなったところ、1989年に少年に対する性的暴行の件で有罪判決を受け、5年間の保護観察下に置かれていたことが判明した。直ちに部屋の中を捜索すると、黒人青年の手錠の鍵とともに、大量のバラバラ死体のポラロイド写真が発見された。さらに冷蔵庫から肉片や内臓などを入れたビニール袋、切断された複数の頭部が発見された。その後の家宅捜索で、容量260リットルのポリ容器からは酸で溶解された3人分の胴体をはじめ、着色された頭蓋骨が複数、キッチンの鍋からは切断された手が数本と男性器が1本発見された。床には引きはがされた皮膚や切断した指などが無造作に捨てられていた。また、被害者のものと見られる運転免許証や社会保障カードなどの身分証明書のほか、死体の解体に使われたチェーンソーや解剖器具などが押収された。逮捕後のジェフリーの供述から、彼はオックスフォード・アパートメントへ転居してから程なくして人肉食を行っていたことが判明した。ジェフリーは供述の中で、犠牲者の二頭筋をどのように調理して食べたことや、人肉をサンドイッチにして勤務先での食事にしたことなどを詳細に説明していた。それを物語るかのように、ジェフリーの部屋から押収された食物は、ポテトチップスの袋とマスタードなどの調味料、それに飲み物だけで、このことはジェフリーが人肉食を単に性的快感を得るためだけでなく、普段の食事として日常的に行っていたことを示していた。検死官が最終的にまとめた報告書によれば、発見された人体は全部で11人分だった。また、捜索にあたった刑事たちの何人かは黄色い防護服に身を包み、防毒マスクをつけたまま捜索と証拠物件の押収に当たった。凄惨さを極めた部屋の家宅捜索では、数々の犯行現場に立ち会った刑事の中にすら気分を悪くする者がいたり、中でも人肉がぎっしり詰まった冷蔵庫が運び出されたときはあまりの悪臭に周囲の野次馬が後ずさりし、嘔吐するほどだったという。

### ミルウォーキー警察の失態
ジェフリーの事件でとりわけ悲劇的だったのは、犠牲者の一人、14歳のラオス人少年のケースである。この少年の兄は、1988年にジェフリーに性的暴行を加えられた被害者だったのだ。この事実に加え、さらに、みすみす少年をジェフリーの手に返した3人の警官が、先刻解決したつもりでいたゲイ同士の痴話喧嘩を笑い話のネタにしたのだが、たまたまテープレコーダーのスイッチがオンになっていたため、会話がしっかりと録音されていた。ジェフリーがラオス人少年殺害を自供後、このテープが外部に流出し、ラジオとテレビで放送され、ミルウォーキー警察は米国中から非難されることとなった。その後、この3人の巡査（ジョン・バルサーザック、ジョゼフ・ゲイブリッシュ、リチャード・ポルブキャン）に対し、職務怠慢のかどにつき懲戒免職処分が発表された（のちにポルブキャン巡査は1年間の休職処分に変更された。また、バルサーザック、ゲイブリッシュの両巡査は処分を不服として裁判を起こし、1994年に訴えが認められて復職した。復職したバルサーザック巡査はその後、ミルウォーキー警察組合委員長に選出されている）が、警察に対する怒りは収まらず、ミルウォーキー警察本部長フィリップ・アレオラは世論からの全方位からの集中砲火にさらされたあげく、警察組合から部下を守らなかったとして不信任案を議決された。ミルウォーキーの黒人やアジア系住民からは、警官たちは明らかに白人のジェフリーの方を信用し、有色人種の少年の方を無視したと見なされた。ジェフリーの事件で、ミルウォーキーの人種間緊張が高まった。さらにジェフリーが逮捕されたときに、警察がマスコミ各社に対し、ジェフリーの顔を極力写さないよう「配慮」を要請したことが明るみとなったことや、7月25日に、4件の殺人事件で訴追されたのを受けて初めて出廷したジェフリーの服装がオレンジ色の囚人服ではなく、白地に青いストライプの入ったボタンダウンシャツにスラックスという清潔感のあるスマートな私服だったことも、白人であるジェフリーに対するえこひいきであると見なされて有色人種市民の怒りを買った。この日は刑事訴追のほかに保釈審問も行われ、保釈金100万ドルが設定された。
8月にはミルウォーキー市内で一連の事件の犠牲者の追悼集会が開かれ、その際、怒りで興奮した群衆による暴動が懸念されたが、ジェシー・ジャクソン師ら黒人運動指導者の働きかけにより、これは回避された。

## ロバート・K・レスラーとの対談

### 対談に至るまで
元FBI捜査官ロバート・K・レスラーは、ジェフリーとの対談を行っている。レスラーは、FBIを退職してから半年後の1991年1月に、ミルウォーキーへの招聘を受け、ウィスコンシン大学の後援で、プロファイリングと児童虐待についての講義を行った。レスラーの講義を受けた人物の1人で、ジェフリーの事件を捜査していた警察官が、レスラーの講義がジェフリーの事件についてとても参考になったという手紙をレスラーによこした。これが契機となり、レスラーはジェフリーの事件に関わるようになった。レスラーはジェフリーの犯した行為について、「精神異常」を理由にした情状酌量の余地があると見ていた。レスラーはジェフリーの裁判で弁護側の証人になることを決めた。ジェフリーの弁護士ジェラルド・P・ボイルが、マスコミおよび裁判関係者に向けてある答弁を発表した。当初は「心神喪失による無罪」を主張していたジェフリーが、「有罪だが心神喪失」という答弁に変更したという発表であった。ウィンスコンシン州の州法では、有罪だが心神喪失であると主張することが許されており、裁判の結果に関係なく、ジェフリーは何らかの監禁施設で一生を過ごさせる、というものであった。ボイルは、「ダーマーの精神状態」を裁判の争点とした。その精神状態を判断すべく、発表から一週間後に、2日をかけてジェフリーへのインタビューを行うこととなった。インタビューが組まれるに先立ち、レスラーはジェフリーの住居を見て、証拠物件を吟味した。ジェフリー個人に留まらない枠の中で、連続殺人犯の行動パターンを元に、ジェフリーを評価するためであったとしている。

### 対談
逮捕されたときに証拠はすでにあったため、ジェフリーは犯行を自白していた。レスラーは、彼の犯行を認めさせるのではなく、彼の行為の理由、犯行時の彼の精神状態についてを窺い知るヒントを探すことを考えた。ジェフリーは、レスラーからの質問で、被害者の肉体を、性行為の対象としての人間ではなく、性的な物体のように扱おうとすることも語っていた。レスラーは他にも、ジェフリーが被害者たちをどのように殺したかについても質問した。被害者の頭にドリルを使って生きたまま穴をあけ、その中に希塩酸を注入した行為について、ジェフリーは、被害者の知性を消し去り、体は生かしたままで自分の言うことを聞かせるゾンビにしようとしたと説明した。被害者の1人がジェフリーの元から逃げ出し、そこに警察官と遭遇したことで自分の部屋を見た際に、深く調べもせずに帰ったため、ジェフリーは殺すことに成功したことも語った。
レスラーは、連続殺人犯の多くは、罪を犯していくうちに自分は捕まらないと思うようになり、一時的に警察を出し抜いたりすると、その思いはさらに強まるとしている。犯罪を犯して捕まることはないのだから、続けても良いのだという態度にさせるが、これは注意を怠り、逮捕される原因にもなるとしている。
「いつも相手と深く知り合うことを避けていた。そうすることで、相手を生き物だと思わずに済んだ。相手の人間性を否定していた。しかし、こんなことをやってはいけないという思いが消えたことは一度もない。罪悪感を覚えた」とジェフリーは語っている。レスラーから、相手を殺す際、こいつは君に殺されても仕方がないと考えたことはあるかと聞かれると、ジェフリーは強く否定した。「ウィスコンシン州がよこした心理学者も同じことを聞いてきた。僕は世の中のためにならない人間を殺しているつもりだったのかと。僕は一度もそんなことを思ったことはない」。
レスラーは、裁判が終わったあとも、さらにインタビューに答えたり、研究への協力を要請すると、ジェフリーは了承した。レスラーはジェフリーに、体を大事にするよう注意した。レスラーは、ジェフリーは精神病であり、刑務所ではなく精神病院に入れる方が適切であると考えた。

## 裁判と死
1992年1月27日から2月15日にかけて、ジェフリー・ダーマーの公判がセイフティ・ビルディング5階の法廷で開かれた。容疑事実は既にジェフリーが認めていたため、弁護側は精神異常による無罪を申し立てた。しかし、1992年2月15日、陪審は10対2の過半数で弁護側の主張を退け、オハイオ州でおこなわれた最初の殺人事件と、告発を断念した2件目の殺人事件を除く15件の殺人事件について有罪を評決した。2月17日、ローレンス・グラム判事は15件の殺人事件に対して、累計で936年の禁固刑に相当する終身刑を宣告した。ジェフリーは死刑を望んでいたが、ウィスコンシン州では1853年に死刑制度が廃止されていたため、その望みはかなわなかった。のちに、死刑存置州であるオハイオ州で行われた裁判でも終身刑が宣告されている。
1994年11月28日、ウィスコンシン州ポーテージにあるコロンビア連邦刑務所のシャワールームで、黒人収容者クリストファー・J・スカーヴァーに撲殺された。ジェフリー、スカーヴァーともう1人の囚人でシャワールームを清掃する職務に従事していたとき、スカーヴァーはトレーニングルームより持ち出したベンチプレスの鉄棒で2人を殴打した。ジェフリーは多くの黒人男性を殺害したため、スカーヴァーとジェフリーとの間に信頼関係がなかったからである。まもなくスカーヴァーは看守に逮捕され、ただちにジェフリーは救急車で病院へ搬送されたが、搬送中に死亡が確認された。スカーヴァーは、自分は「神の息子」で、「父」から2人を殺すよう命令され、信用できる相手とできない相手とを教えてくれたと供述しているが、スカーヴァーもまた有罪となった。
父のライオネルは、息子の事例研究には協力的であった。しかしジェフリーの死後、科学捜査のために彼の遺骸を解剖することに対して同意拒否をした。宗教的な理由によるものであった。

## 事件後
殺人事件後、オックスフォード・アパートメントは解体され、更地になった。当初は、その場所を慰霊公園にする計画があったが、それは実行されなかった。現在では、草で覆われた更地がチェーン・リンクの高いフェンスで覆われている。また、ジェフリーが連続殺人を開始するきっかけとなった「クラブ219」は2005年に閉店した。
被害者の遺族らは悲しみに暮れていたが、ジェフリーの父、ライオネルがA Father's Storyを出版してからは、ライオネルやその再婚した妻シャリと心を通わせている。彼はその本の収益の一部を遺族らに慰謝料として寄付していた。ただ現在は遺族らの一部が彼に対し「無責任な父親である」と裁判を起こしているため、裁判費用不足から慰謝料の寄付は滞っている。ライオネルは化学企業の研究員を退職後、オハイオ州で妻と共に暮らし、時おり創造論と進化論を主題にコンサルタント業務をしていたが、2023年12月5日心臓発作により逝去。87歳没。継母のシャリも同年1月に81歳で逝去していた。ジェフリーの実母であるジョイスは、2000年に癌で亡くなった。64歳没。祖母のキャサリンはジェフリーが逮捕された翌1992年に老衰で逝去。88歳没。弟のデイヴィッドは現在、改名した上で匿名で生活している。

## 事件を題材にした作品

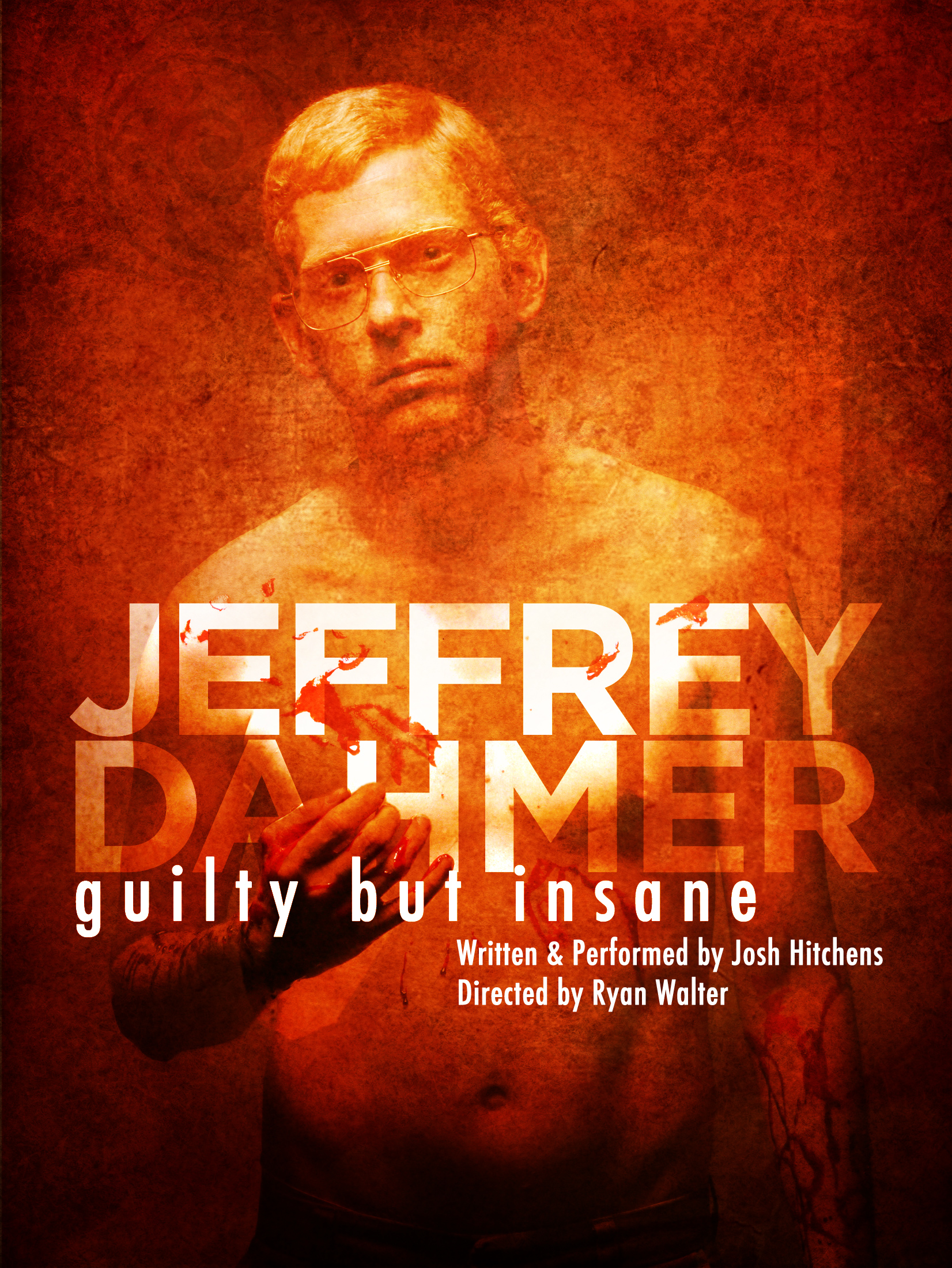
演劇『Jeffrey Dahmer: Guilty but Insane』のポスター

ジェフリーの事件を題材にした映画が4本、テレビドラマが1本製作されている。
- 1993年 - Jeffrey Dahmer: The Secret Life

日本では劇場未公開だがビデオ作品『ジェフリー・ダーマー ミルウォーキー連続虐殺食人鬼』として発売されている。
- 2002年 - Dahmer

日本では劇場未公開だがビデオ作品『ジェフリー・ダーマー』として発売されている。ジェレミー・レナーがジェフリーを演じている。
- 2006年 - Raising Jeffrey Dahmer

ジェフリーの父親の視点から描いた映画。日本では劇場未公開だがビデオ作品『ジェフリー・ダーマー ライジング』として発売されている。
- 2017年 - My Friend Dahmer

日本では劇場未公開､漫画家ダーフの原作「My Friend Dahmer」を元に作られた作品｡
- 2022年 - 『ダーマー モンスター：ジェフリー・ダーマーの物語』

Netflixで配信された全10話構成のドラマ。ジェフリーの人生だけではなく、彼が起こした連続殺人事件を10年以上も見過ごすことになった当時のアメリカ社会の問題点にも焦点が当てられている。ジェフリーを演じたのはエヴァン・ピーターズ。

## 音楽
- 『213』（アメリカ合衆国のヘヴィメタルバンド・スレイヤーが1994年に発表したアルバム『ディヴァイン・インターヴェンション』に収録された曲。ジェフリーを題材としている）
- 『Jeffrey Dahmer』（アメリカ合衆国のヘヴィメタルバンド・ソウルフライが2010年に発表したアルバム『オーメン』に収録された曲。ジェフリーを題材としている）
- 『Cannibal』（アメリカ合衆国のシンガーソングライター、ケシャの楽曲。）